# Pirkko Eskola
Pirkko Eskola es una física finlandesa, codescubridora de dos elementos químicos producidos artifialmente: el rutherfordio (1968) y el dubnio (1970). Posteriormente se ha dedicado a la educación científica y a la edición y publicación electrónicas en VTT Information Service, un grupo multidisciplinar de investigación técnica en Finlandia.

## Formación académica y carrera profesional
Fue alumna de Matti Nurmia, al igual que Kari Eskola. Se incorporó en 1968 al grupo de investigación sobre elementos pesados del Laboratorio Lawrence Berkeley, junto a otros científicos, bajo la dirección de Albert Ghiorso y del Premio Nobel de Química en 1951, Glenn T. Seaborg. Se dedicó al análisis de datos de los experimentos de colisiones. Allí estuvo hasta 1972.

## Descubrimiento de nuevos elementos
El rutherfordio fue preparado en 1968 por bombardeo de californio con átomos de carbono, junto a Albert Ghiorso, Matti Nurmia, James A. Harris y Kari Eskola.
El dubnio fue preparado en 1970 por bombardeo de californio con átomos de nitrógeno, igualmente junto a Albert Ghiorso, Matti Nurmia, James A. Harris y Kari Eskola.

## Publicaciones
Ha publicado artículos científicos sobre física nuclear y, desde comienzos de los años 80, sobre edición y publicaciones electrónicas (características, formatos de edición, SGML...).
- Compilation of data on alpha activities with Z>50, N<126. Volumen 36, Número 56 de Arkiv för fysik. Pirkko Eskola. Almqvist & Wiksell, 1967
- Studies of production and decay of some alpha-active isotopes of Einsteinium, Mendelevium, Nobelium and Lawrencium. University of Helsinki. Pirkko Eskola. Helsingin yliopisto, 1975. ISBN 9514506960
- Far beta-unstable alpha-particle emitting nuclei. Volumen 96 de Report series in physics. Kari Eskola, Pirkko Eskola. Helsingin yliopisto, 1975. ISBN 951450626X
- Converting documents into Adobe Acrobat PDF format: case VTT. Teemu Rautanen, Pirkko Eskola. NORDINFO, 1997. ISBN 9515314909